# Asplenium fibrillosum
Asplenium fibrillosum är en svartbräkenväxtart som beskrevs av Pringle och Dav. Asplenium fibrillosum ingår i släktet Asplenium och familjen Aspleniaceae. Inga underarter finns listade.